# 마르페사

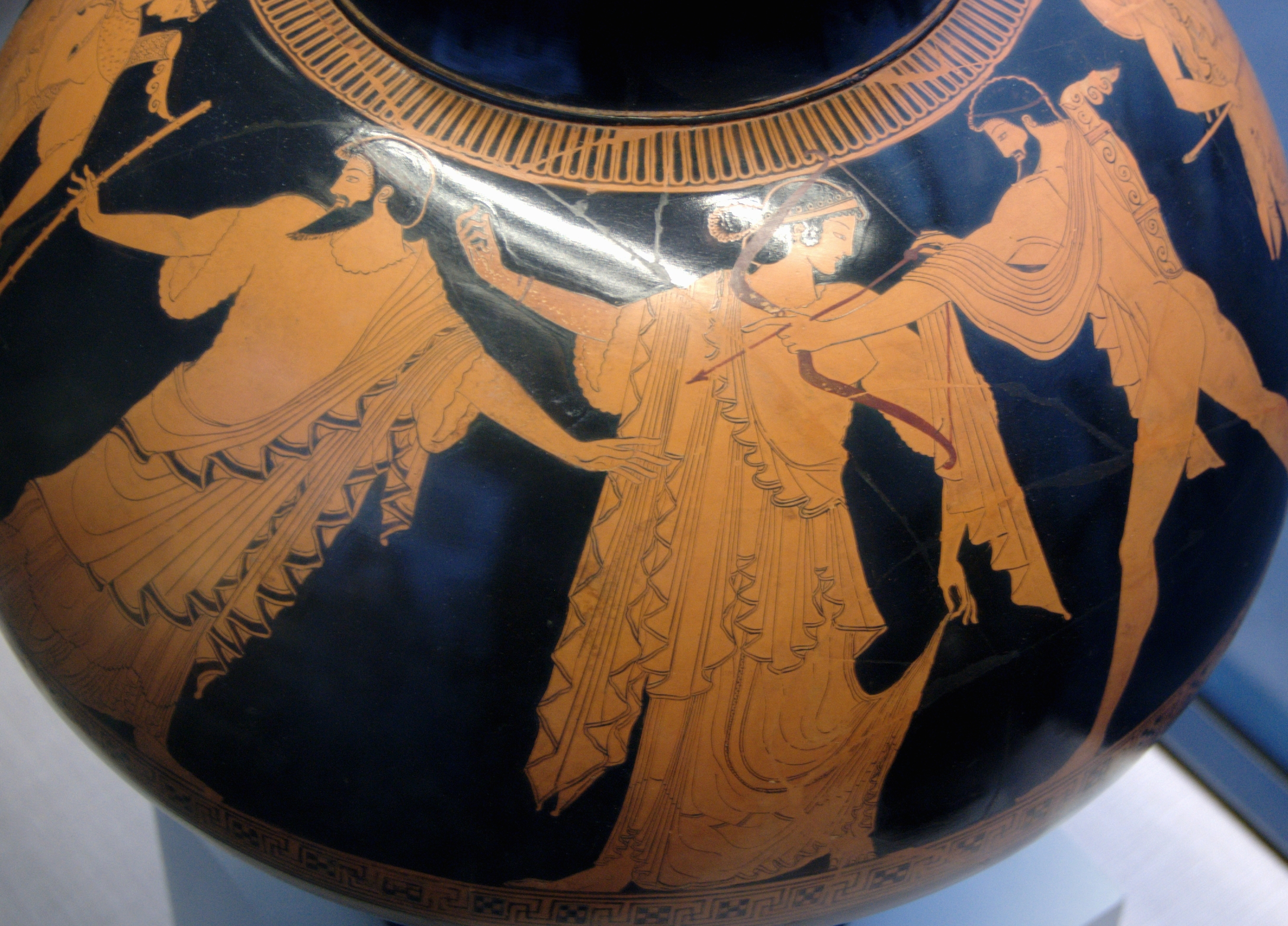

마르페사(Marpessa)는 그리스 신화에 나오는 이다스의 아내이다. 아레스의 피를 물려받은 에베노스 왕에게는 마르페사라는 아름다운 딸이 있었다. 딸을 시집보내고 싶지 않았던 에베노스는 구혼자들에게 전차 경주를 제안하며, 승리한다면 사위로 삼고 패한다면 그 자리에서 죽이겠다고 말하였다. 메세니아의 왕 아파레우스의 아들인 이다스는 그 제안에 선뜻 응하였다. 이다스는 포세이돈에게 빌린 날개 달린 전차를 타고 경주에서 승리한 후 마르페사를 데리고 메세니아로 갔다. 에베노스가 자신의 전차를 타고 뒤를 쫓았지만 포세이돈 신의 전차를 따라 잡을 수는 없었다. 딸을 잃고 절망한 왕은 자신의 말을 죽이고는 강물에 몸을 던져 죽었다. 이다스는 에베노스 왕을 따돌리고 무사히 신부를 메세니아로 데려오는데 성공하였다. 그러나 마르페사에게 반한 아폴론은 그녀를 강제로 빼앗으려 했다. 마르페사를 두고 아폴론과 이다스가 큰 싸움을 벌이자 제우스가 둘 사이를 중재하여 마르페사 스스로 남편을 고르도록 하였다. 그녀는 시간이 흘러 자신이 늙고 더 이상 아름답지 않게 된다면 영원히 젊은 아폴론 신에게 버림받을 것이라 생각하여 인간인 이다스를 남편으로 선택했다. 결혼 후 마르페사는 클레오파트라라는 딸을 낳았다. 그리고 뒷날 이다스가 죽자 남편을 따라서 목숨을 끊었다고 한다.